# RevPAR
El RevPAR es el más importante medidor utilizado en la industria hotelera para valorar el rendimiento financiero de un establecimiento o una cadena. Es una abreviatura del inglés Revenue Per Available Room, ingreso por habitación disponible. Se refiere siempre a un periodo determinado (semanal, mensual, anual, etc.).

## Cálculo
Existen dos maneras de calcular el RevPAR, ambas con idéntico resultado.
La primera de ellas sería
```
                                                
RevPAR = It/ΣHt
```

Donde
- It: Total de ingresos generados por las habitaciones en un período t.

- ΣHt: Número total de habitaciones disponibles en un período t. Es decir, las habitaciones del establecimiento o cadena multiplicadas por el número de noches del periodo t menos las habitaciones no disponibles (es decir, las que no pueden ser puestas a disposición del público a causa de reforma, reparaciones, uso de la casa, etc.).

De forma alternativa, se puede calcular de la siguiente manera
```
                                                
RevPAR = %Ot*ADR
```

Donde
- %Ot: Porcentaje de la ocupación sobre el total de habitaciones disponibles del establecimiento o cadena en el período t.

- ADR: Average Daily Rate, tarifa media diaria.

El Rev Par es un indicador que debe ser tomado dentro del contexto de la rentabilidad de un negocio hotelero, tener un Rev Par más o menos alto no indica por sí solo que se obtenga una rentabilidad en la explotación de un hotel. Poniendo un ejemplo sencillo si un hotel de 100 habitaciones (con todas disponibles todo el año) tiene unos costes totales entre sueldos, mantenimiento, amortizaciones, limpieza, suministros, impuestos, etc de 2.500.000 euros entonces el Rev Par para cubrir esos gastos se calcula de la siguiente manera:
coste total/n.º de habitaciones x n.º de noches y así tendríamos 2.500.000/(100x365) o 2.500.000/36.500 =68,49€
Cualquier Rev Par que esté por debajo de esa cifra acarreará pérdidas.
Lo anterior no significa que debamos siempre poner un precio por habitación/noche igual o superior a 68 euros ya que es preferible en períodos de baja ocupación, vender una habitación por debajo de ese Rev Par de equilibrio que dejar la habitación vacía y sin generar ingresos] manteniendo los costes fijos iguales. El conjunto de técnicas que se ocupan de optimizar los ingresos basándose en el precio cambiante se denomina en hotelería Yield Management y se tiene en consideración entre otros aspectos, la ocupación histórica del hotel, los precios de la competencia, los eventos que van a tener lugar en la zona donde se ubica el hotel, o la evolución de los cambios en las divisas (cuando la ocupación tiene un componente de extranjeros nacionales de países con una moneda distinta) y la situación sociopolítica dentro y fuera del país.